# Nat, skat
Nat, skat er en kortfilm fra 1968 instrueret af Lars von Trier efter eget manuskript.

## Handling
Et bankrøverdrama.